# Коксбурі (Південна Кароліна)
Коксбурі (англ. Cokesbury) — переписна місцевість (CDP) в США, в окрузі Грінвуд штату Південна Кароліна. Населення — 212 особи (2020).

## Географія
Коксбурі розташоване за координатами 34°17′24″ пн. ш. 82°12′31″ зх. д. / 34.29000° пн. ш. 82.20861° зх. д. (34.290012, -82.208736).  За даними Бюро перепису населення США в 2010 році переписна місцевість мала площу 1,54 км², уся площа — суходіл.

## Демографія
Згідно з переписом 2010 року, у переписній місцевості мешкало 215 осіб у 88 домогосподарствах у складі 56 родин. Густота населення становила 140 осіб/км².  Було 103 помешкання (67/км²).
Расовий склад населення:
| - 74,9 % — чорних або афроамериканців - 24,2 % — білих |

До двох чи більше рас належало 0,9 %. Частка іспаномовних становила 0,0 % від усіх жителів.
За віковим діапазоном населення розподілялося таким чином: 20,9 % — особи молодші 18 років, 67,5 % — особи у віці 18—64 років, 11,6 % — особи у віці 65 років та старші. Медіана віку мешканця становила 42,8 року. На 100 осіб жіночої статі у переписній місцевості припадало 95,5 чоловіків;  на 100 жінок у віці від 18 років та старших — 91,0 чоловіків також старших 18 років.
За межею бідності перебувало 8,5 % осіб, у тому числі 0,0 % дітей у віці до 18 років та 19,4 % осіб у віці 65 років та старших.
Цивільне працевлаштоване населення становило 68 осіб. Основні галузі зайнятості: освіта, охорона здоров'я та соціальна допомога — 66,2 %, виробництво — 25,0 %, науковці, спеціалісти, менеджери — 8,8 %.